# Holtedahl Bay
Die Holtedahl Bay ist eine 16 km lange und durchschnittlich 10 km breite Bucht an der Graham-Küste des Grahamlands auf der Antarktischen Halbinsel. Sie liegt zwischen dem Prospect Point und dem Black Head.
Teilnehmer der British Grahamland Expedition (1934–1937) entdeckten die Bucht. Expeditionsleiter John Rymill benannte sie nach dem norwegischen Geologen Olaf Holtedahl (1885–1975), der zwischen 1927 und 1928 Studien auf den Südlichen Shetlandinseln und auf den Inseln des Palmer-Archipels betrieben hatte.